# الدرج الكبير (تيتانيك)
الدرج الكبير صنع في 14 افريل 1912 يُعد الدرج الكبير العنصر الزخرفي الأكثر شهرة في التصميم الداخلي تيتانيك . هذان في الواقع عبارة عن درجين من نفس النوع، أحدهما أصغر من الآخر، ويخدمان جميع مرافق السفينة من الدرجة الأولى . زخرفة الدرج متطورة بشكل خاص، مع درابزين مزخرف وقطع خشبية مشغولة وألواح منحوتة.